# 比斯克維特內
49°56′34″N 36°30′18″E / 49.94278°N 36.50500°E
比斯克維特內（烏克蘭語：Бісквітне）是位於烏克蘭東部的村莊，由哈爾科夫州哈爾科夫區的維利希夫卡市鎮負責管轄。該村始建於1937年，面積0.13平方公里，海拔高度134米，2001年人口161，人口密度每平方公里1,238.5人。